# Rhulani Mokwena
Rhulani Mokwena (Johannesburg, 9 gennaio 1987) è un allenatore di calcio sudafricano, tecnico dell'MC Alger.

## Biografia
Nato in Sudafrica, è figlio dell'ex calciatore degli Orlando Pirates Julias Sono Hloae e nipote di Jomo Sono.

## Carriera

### Allenatore
Nell'agosto 2019, dopo che Sredojević si dimise da allenatore degli Orlando Pirates, Mokwena ha assunto la carica di allenatore ad interim, debuttando da allenatore con una sconfitta per 1-0 nella MTN 8 contro l'Highlands Park. Nei cinque mesi successivi, ha diretto 14 partite, vincendone quattro, pareggiandone cinque e perdendone cinque, prima di tornare al ruolo di vice dopo la nomina a dicembre di Josef Zinnbauer.
Il 4 marzo 2020, lasciò gli Orlando Pirates per uniris al Chippa United con un accordo a breve termine. Tuttavia, il suo periodo con il club fu interrotto dallo scoppio della pandemia da COVID-19, che vide la sospensione del campionato. Alla scadenza del suo contratto a giugno, aveva disputato solo una partita sulla panchina del Chippa.
Nel 2020 è diventato il vice allenatore del M. Sundowns. Nell'ottobre 2022 è divenuto allenatore. Il 3 luglio 2024 è stato confermata la separazione con il club.
Nel luglio 2024 si è unito al Wydad Casablanca.

## Statistiche

### Statistiche da allenatore

#### Club
Statistiche aggiornate all'11 gennaio 2024. In grassetto le competizioni vinte.
| Stagione                 | Squadra                  | Campionato               | Campionato | Campionato | Campionato | Campionato | Coppe nazionali | Coppe nazionali | Coppe nazionali | Coppe nazionali | Coppe nazionali | Coppe continentali | Coppe continentali | Coppe continentali | Coppe continentali | Coppe continentali | Altre coppe | Altre coppe | Altre coppe | Altre coppe | Altre coppe | Totale | Totale | Totale | Totale | % Vittorie | Piazzamento  |
| Stagione                 | Squadra                  | Comp                     | G          | V          | N          | P          | Comp            | G               | V               | N               | P               | Comp               | G                  | V                  | N                  | P                  | Comp        | G           | V           | N           | P           | G      | V      | N      | P      | %          | Piazzamento  |
| ------------------------ | ------------------------ | ------------------------ | ---------- | ---------- | ---------- | ---------- | --------------- | --------------- | --------------- | --------------- | --------------- | ------------------ | ------------------ | ------------------ | ------------------ | ------------------ | ----------- | ----------- | ----------- | ----------- | ----------- | ------ | ------ | ------ | ------ | ---------- | ------------ |
| ago.-dic. 2019           | Orlando Pirates          | PL                       | 11         | 3          | 5          | 3          | CS+CdL          | 0+2             | 0+1             | 0+1             | 0+0             | -                  | -                  | -                  | -                  | -                  | MTN 8       | 1           | 0           | 0           | 1           | 14     | 4      | 6      | 4      | 28,57      | Sub, Interim |
| mar.-giu. 2020           | Chippa United            | PL                       | 1          | 0          | 1          | 0          | CS+CdL          | 0+0             | 0+0             | 0+0             | 0+0             | -                  | -                  | -                  | -                  | -                  | MTN 8       | -           | -           | -           | -           | 1      | 0      | 1      | 0      | &0,00      | Sub,         |
| ott. 2022-2023           | M. Sundowns              | PL                       | 20         | 14         | 6          | 0          | CS+CdL          | 3+0             | 2+0             | 0+0             | 1+0             | CCL                | 10                 | 6                  | 4                  | 0                  | MTN 8       | -           | -           | -           | -           | 33     | 22     | 10     | 1      | 66,67      | Sub, 1°      |
| 2023-2024                | M. Sundowns              | PL                       | 30         | 22         | 7          | 1          | CS+CdL          | 5+1             | 3+0             | 1+1             | 1+0             | CCL+AFL            | 12+6               | 7+3                | 2+2                | 3+1                | MTN 8       | 4           | 2           | 2           | 0           | 58     | 37     | 15     | 6      | 63,79      | 1°           |
| Totale Mamelodi Sundowns | Totale Mamelodi Sundowns | Totale Mamelodi Sundowns | 50         | 36         | 13         | 1          |                 | 9               | 5               | 2               | 2               |                    | 28                 | 16                 | 8                  | 4                  |             | 4           | 2           | 2           | 0           | 91     | 59     | 25     | 7      | 64,84      |              |
| 2024-2025                | Wydad Casablanca         | B1                       | 12         | 5          | 4          | 3          | CT+CE           | 0+4             | 0+2             | 0+1             | 0+1             | -                  | -                  | -                  | -                  | -                  | CmC         | -           | -           | -           | -           | 16     | 7      | 5      | 4      | 43,75      |              |
| Totale carriera          | Totale carriera          | Totale carriera          | 74         | 44         | 23         | 7          |                 | 15              | 8               | 4               | 3               |                    | 28                 | 16                 | 8                  | 4                  |             | 5           | 2           | 2           | 1           | 122    | 70     | 37     | 15     | 57,38      |              |

## Palmarès

### Competizioni nazionali
- Campionato sudafricano: 2

Mamelodi Sundowns:  2022-2023, 2023-2024

### Competizioni internazionali
- African Football League: 1

Mamelodi Sundowns: 2023